# Masovna spremišta podataka
Masovna spremišta podataka (eng. mass storage devices) većinom su sekundarna spremišta za podatke čiji vijek trajanja ili valjanosti ne ovisi o izvoru napajanja energije.

## Tehnologija
- papir
- magnetski mediji
- optički mediji
- holografija
- silikon

## Arhitekture masovnih spremišta
- RAID - Redundant Array of Inexpensive Disks
- SAN  - Storage Area Network - spremišna mreža
- NAS  - Network Attached Storage - mrežno spojena spremišta podataka
- SCSI - Small Computer Storage Interface - spremišni međuspoj za mala računala
- iSCSI - SCSI preko računarske mreže
- Direct Attached Storage - spremišta koja su izravno priključena na sabirnicu računala

## Mediji
- bušene kartice
- USB memorija
- magnetska traka
- magnetske kasete
- magnetski mjehurići
- magnetske ploče
  - disketa
  - disk pack
  - tvrdi disk (eng: Hard Disk)
- magnetski bubanj
- optički mediji
- optičko/magnetski mediji
- papirna traka

## Poznate osobe u razvoju masovnih spremišta
- Charles Babbage
- Alan Shugart

## Poznatija poduzeća
- IBM
- HP
- Segate
- Colorado
- Sony
- Hitachi
- Philips
- EMC
- Western Digital